# 氟硼酸钠
氟硼酸钠是一种无机化合物，化学式为NaBF4。它是无色或白色正交晶体，易溶于水（108 g/100 mL），在有机溶剂中溶解性较小。
氟硼酸钠可在焊接或制备三氟化硼中当熔体。

## 制备
氟硼酸钠可由碳酸钠或氢氧化钠和氟硼酸反应得到：
NaOH + HBF4 →   NaBF4  +  H2O
Na2CO3  +  2 HBF4  →  2 NaBF4  +  H2O  +  CO2
碳酸钠、硼酸和氢氟酸之间的反应也可制得氟硼酸钠：
2H3BO3 + 8 HF + Na2CO3 → 2NaBF4 + 7H2O + CO2

## 性质
将氟硼酸钠加热至熔化，它分解为氟化钠和三氟化硼：
NaBF4   →   NaF  +  BF3